# Второе правительство Тимошенко
Второе правительство Юлии Тимошенко — правительство, сформированное «коалицией демократических сил», вследствие победы на досрочных выборах в парламент 2007 года. Основной состав правительства был утверждён Постановлением Верховной Рады Украины от 18 декабря 2007 года № 10-VI.
3 марта 2010 года, после победы Виктора Януковича на президентских выборах, Верховная Рада Украины после формирования новой коалиции 243 голосами отправила правительство Юлии Тимошенко в отставку.

## Утверждение премьер-министра и правительства
Кандидатура Юлии Тимошенко на пост премьер-министра утверждена Верховной Радой 18 декабря 2007 года со второй попытки путём поимённого голосования, проведенного без участия электронной системы «Рада» (поднятием руки и произнесением волеизъявления депутата — по списку, который зачитывал председатель счетной комиссии). В голосовании приняли участие 227 депутатов из 450. Тимошенко набрала 226 (при необходимых 226) голосов «За» при одном воздержавшемся.
В ходе первого голосования 11 декабря 2007 года не хватило одного голоса (225 при необходимых 226). При этом два депутата заявили, что они приняли участие в голосовании и голосовали «За», однако электронная система голосования «Рада» на их рабочих местах не сработала.
В тот же день, 18 декабря 2007 года, по представлению новоизбранного премьер-министра Юлии Тимошенко был утвержден состав кабинета министров с одной вакансией должности вице-премьер-министра.

## Состав Кабинета Министров
В соответствии со статьей 114 Конституции Украины от 28 июня 1996 г. (в редакции Закона Украины от 8 декабря 2004 г. № 2222-IV, вступившего в силу с 1 января 2006 г.) в состав Кабинета Министров Украины входили: Премьер-министр Украины, Первый вице-премьер-министр, вице-премьер-министры, министры
После даты назначения или освобождения от должности членов Кабинета Министров стоит номер соответствующего Постановления Верховной Рады Украины.
Члены правительства расположены в списке в хронологическом порядке по дате их назначения.
- Тимошенко Юлия Владимировна — Премьер-министр Украины (18 декабря 2007 г., № 7-VI — 3 марта 2010 г., № 1928-VI; и. о. до 11 марта 2010 г., № 1964-VI)
- Турчинов Александр Валентинович — Первый вице-премьер-министр Украины (18 декабря 2007 г., № 10-VI — 3 марта 2010 г., № 1928-VI; и. о. до 11 марта 2010 г., № 1965-VI)
- Васюник Иван Васильевич — Вице-премьер-министр Украины (18 декабря 2007 г., № 10-VI — 3 марта 2010 г., № 1928-VI; и. о. до 11 марта 2010 г., № 1965-VI)
- Немыря Григорий Михайлович — Вице-премьер-министр Украины (18 декабря 2007 г., № 10-VI — 3 марта 2010 г., № 1928-VI; и. о. до 11 марта 2010 г., № 1965-VI)
- Вице-премьер-министр — вакансия (квота БЮТ)
  - Телекомпания НТН в новостях 14 января 2008 года сообщила, что коалиция предполагает назначить на эту должность Виталия Гайдука[7]. В ожидании назначения (которое возможно только после возобновления нормальной работы Верховной Рады) Гайдук назначен на должность руководителя группы штатных советников Премьер-министра Украины, вновь созданной, в которую будут набираться специалисты разного профиля[8].
- Вакарчук Иван Александрович — Министр образования и науки Украины (18 декабря 2007 г., № 10-VI — 3 марта 2010 г., № 1928-VI; и. о. до 11 марта 2010 г., № 1965-VI)
  - Отец известного рок-музыканта и депутата Верховной Рады Украины VI созыва Святослава Вакарчука, ректор Львовского Национального университета им. И. Франко.
- Винский Иосиф Викентьевич — Министр транспорта и связи Украины (18 декабря 2007 г., № 10-VI — 23 июня 2009 г., № 1536-VI)
- Вовкун Василий Владимирович — Министр культуры и туризма Украины (18 декабря 2007 г., № 10-VI — 3 марта 2010 г., № 1928-VI; и. о. до 11 марта 2010 г., № 1965-VI)
- Данилишин Богдан Михайлович — Министр экономики Украины (18 декабря 2007 г., № 10-VI — 3 марта 2010 г., № 1928-VI; и. о. до 11 марта 2010 г., № 1965-VI)
- Денисова Людмила Леонтьевна — Министр труда и социальной политики Украины (18 декабря 2007 г., № 10-VI — 3 марта 2010 г., № 1928-VI; и. о. до 11 марта 2010 г., № 1965-VI)
- Ехануров Юрий Иванович — Министр обороны Украины (18 декабря 2007 г., № 10-VI — 5 июня 2009 г., № 1477-VI)
- Князевич Василий Михайлович — Министр здравоохранения Украины (18 декабря 2007 г., № 10-VI — 3 марта 2010 г., № 1928-VI; и. о. до 11 марта 2010 г., № 1965-VI)
- Крупко Пётр Николаевич — Министр Кабинета Министров Украины (18 декабря 2007 г., № 10-VI — 3 марта 2010 г., № 1928-VI; и. о. до 11 марта 2010 г., № 1965-VI)
- Куйбида Василий Степанович — Министр регионального развития и строительства Украины (18 декабря 2007 г., № 10-VI — 3 марта 2010 г., № 1928-VI; и. о. до 11 марта 2010 г., № 1965-VI)
- Кучеренко Алексей Юрьевич — Министр по вопросам жилищно-коммунального хозяйства Украины (18 декабря 2007 г., № 10-VI — 3 марта 2010 г., № 1928-VI; и. о. до 11 марта 2010 г., № 1965-VI)
- Луценко Юрий Витальевич — Министр внутренних дел Украины (18 декабря 2007 г., № 10-VI — 28 января 2010 г., № 1842-VI[9])
- Мельник Юрий Фёдорович — Министр аграрной политики Украины (18 декабря 2007 г., № 10-VI — 3 марта 2010 г., № 1928-VI; и. о. до 11 марта 2010 г., № 1965-VI)
- Новицкий Владимир Станиславович — Министр промышленной политики Украины (18 декабря 2007 г., № 10-VI — 3 марта 2010 г., № 1928-VI; и. о. до 11 марта 2010 г., № 1965-VI)
- Онищук Николай Васильевич — Министр юстиции Украины (18 декабря 2007 г., № 10-VI — 11 марта 2010 г., № 1965-VI)
- Огрызко Владимир Станиславович — Министр иностранных дел Украины (18 декабря 2007 г., № 10-VI — 3 марта 2009 г., № 1044-VI)
- Павленко Юрий Алексеевич — Министр Украины по делам семьи, молодежи и спорта (18 декабря 2007 г., № 10-VI — 3 марта 2010 г., № 1928-VI; и. о. до 11 марта 2010 г., № 1965-VI)
  - Министр по делам семьи и молодежи в Правительстве Юлии Тимошенко (2005).
- Пинзеник Виктор Михайлович — Министр финансов Украины (18 декабря 2007 г., № 10-VI — 17 февраля 2009 г., № 962-VI)
- Полтавец Виктор Иванович — Министр угольной промышленности Украины (18 декабря 2007 г., № 10-VI — 3 марта 2010 г., № 1928-VI; и. о. до 11 марта 2010 г., № 1965-VI)
- Продан Юрий Васильевич — Министр топлива и энергетики Украины (18 декабря 2007 г., № 10-VI — 11 марта 2010 г., № 1965-VI)
- Филипчук Георгий Георгиевич — Министр охраны окружающей природной среды Украины (18 декабря 2007 г., № 10-VI — 3 марта 2010 г., № 1928-VI; и. о. до 11 марта 2010 г., № 1965-VI)
- Шандра Владимир Николаевич — Министр Украины по вопросам чрезвычайных ситуаций и по делам защиты населения от последствий Чернобыльской катастрофы (18 декабря 2007 г., № 10-VI — 3 марта 2010 г., № 1928-VI; и. о. до 11 марта 2010 г., № 1965-VI)
- Порошенко Петр Алексеевич — Министр иностранных дел Украины (9 октября 2009 г., № 1639-VI — 3 марта 2010 г., № 1928-VI; и. о. до 11 марта 2010 г., № 1965-VI)

## Силовые ведомства
В соответствии с п.10 ст.106 Конституции Украины, выдвижение кандидатуры министра обороны относится к полномочиям Президента Украины. Кандидатура Юрия Еханурова была предложена Виктором Ющенко и представлена Юлией Тимошенко.
Кроме того, квотой Президента Украины является кандидатура министра иностранных дел Украины.

### Совет национальной безопасности и обороны Украины
Виктор Ющенко назначил секретарем Совета национальной безопасности и обороны Украины лидера фракции Партии регионов Раису Богатыреву. Предшественником Богатыревой на этом посту был Иван Плющ, единственный депутат от блока НУНС, не подписавший коалиционное соглашение и воздержавшийся во время голосования за кандидатуру Юлии Тимошенко на должность Премьер-министра Украины.
По оценкам политологов, это назначение — дополнительный элемент давления и ограничения для манёвра правительства Юлии Тимошенко. Раньше СНБО использовался в этой функции относительно правительства Януковича. Сейчас это делается и по отношению к правительству Тимошенко.
Следует иметь в виду еще и то, что в ближайшее время в Верховной Раде должен рассматриваться законопроект о новой редакции закона о Кабмине. Этот законопроект предусматривает существенное расширение полномочий Президента, в частности через СНБО.

## Деятельность правительства

### Программа деятельности
На заседании 16 января 2008 года правительство единогласно утвердило программу своей деятельности «Украинский прорыв: для людей, а не для политиков» с учетом более 300 поправок (см. проект (укр.), опубликованный в декабре 2007 года). В соответствии с законодательством Украины, если программу правительства поддержит Верховная Рада, правительство в течение 1 года не может быть распущено.
По оценкам экспертов, программа имеет значительное число проколов,
в частности
- отсутствие четких этапов выполнения задач и бюджетных ресурсов
- по смыслу задач сложно сказать, приведет ли их реализация к позитиву или нет
- многие положения выписаны так, словно Кабмин начинает работу с «чистого листа»
- лозунг «Закон один для всех» раскрыт весьма специфично в части борьбы со льготами и привилегиями
- некоторые положения вообще попали в программу случайно

Исходя из той оценки, которую дали этой программе ученые, в первую очередь, и эксперты, я могу сказать, что этот документ — не что иное, как свидетельство начала великого похода Юлии Тимошенко на президентский пост. И мы видим, что этот поход будет характеризоваться популизмом, популизмом и еще раз популизмом.

…
Это не программа — это набор благих намерений. Мы все знаем, что благими намерениями выстлана дорога в ад. Мы слышали комментарий самого премьер-министра, что это за документ, что это декларация — и не более того. Из чего мы делаем выводы, что правительство будет работать не по этому документу. То есть это яркая демонстрация двойных стандартов.

— Юрий Мирошниченко, народный депутат Украины, программа «Свобода слова», 18.01.2008 (укр.)

### Законодательная инициатива
- 26 декабря 2007 года правительство Юлии Тимошенко внесло на рассмотрение Верховной Рады законопроект № 1285 «О государственном бюджете Украины на 2008 год и внесении изменений в некоторые законодательные акты Украины»[13], который Верховная Рада Украины приняла во втором чтении и в целом 28 декабря 2007 года.

По заявлению народного депутата Ярослава Сухого, из 235 голосов «За» — 8 голосов членов фракции КПУ, остальные — членов коалиции, при наличии всего лишь 197 депутатов-членов коалиции в зале. Таким образом, Ярослав Сухой расценивает принятый документ как «авантюрный бюджет, принятый фальшивым количеством голосов».

### Политическая деятельность
… хотела бы сообщить вам о решении, которое принято сегодня на заседании Правительства. Это решение касается упорядочения ситуации с исполнением заведомо неправосудных, а иногда преступных решений суда.
…
Мы сегодня … приняли специальное постановление, которое дает свободу и право на базе Конституции Украины не выполнять заведомо преступные решения и заведомо преступные приказы.
— из выступления Ю. Тимошенко на брифинге в Кабмине 23.01.2008 Пресс-служба Кабмина (укр.)

### Экономическая деятельность
11 января 2008 года ОАО «Ощадбанк» начал выплаты в размере до 1000 гривен вкладчикам Сбербанка СССР компенсации потерь от обесценивания денежных сбережений. На оставшуюся часть вкладов планируется дать возможность оплачивать жилищно-коммунальные услуги и приобретать товары. Тимошенко заявила, что «в 2008 году мы сделаем настоящую революцию в этой сфере. Без инфляции, обесценивания и других негативных процессов». Когда планируется полностью расплатиться по долгам Сбербанка СССР пока не ясно.
6 февраля 2008 года Юлия Тимошенко на пресс-конференции сообщила, что Валентина Семенюк-Самсоненко отстранена от руководства Фондом государственного имущества (ФГИ) в связи с расследованием деятельности руководства Фонда по инициативе правительства. При этом были уволены её заместители, на должность первого заместителя назначен Андрей Портнов, который фактически и приступил к исполнению обязанностей руководителя ФГИ. Сама Валентина Семенюк-Самсоненко так оценивает нынешнюю ситуацию вокруг ФГИ:

Это правительство опять хочет пустить все деньги от приватизации на проедание. Поставить на предприятия своих руководителей, вымыть оборотные средства, набрать кредитов и продать быстро и подешевле своим. Но с виду это будут честные и прозрачные конкурсы. Хотят увеличить поступления в бюджет до 20 млрд гривен. Речь идет о предложениях, касающихся продажи энергопредприятий, «Укртелекома», Одесского припортового завода…
< . . . >
Даже подумать страшно, если этим переделом займутся олигархи, поставившие на того или иного кандидата. Приватизация сегодня отдана на откуп президентским выборам. И все деньги от приватизации будут служить Тимошенко как кандидату в президенты.
— «Столичные новости» № 04 (490), ВАЛЕНТИНА СЕМЕНЮК: «СТРАНУ РАСПРОДАЛИ ДЯДИ СО СТОРОНЫ», Беседовал Валентин Ковальский
Секретариат президента Украины считает, что отстранение Валентины Семенюк-Самсоненко от руководства ФГИ является антиконституционным и провокационным. Руководитель секретариата президента Украины Виктор Балога подчеркнул, что такое заявление не следует расценивать ни как протекционизм, ни как противодействие планам правительства в вопросах приватизации. Тем не менее, он обратился к Кабинету Министров с предложением отменить своё решение, в противном случае Президент обязательно приостановит его своим указом как неконституционное.
7 февраля 2008 года Президент Украины своим Указом (недоступная ссылка) (укр.) отменил ряд распоряжений Кабинета Министров Украины, касающихся кадровых изменений в Фонде госимущества Украины и проведения служебного расследования, тем самым подтвердив заявление руководителя секретариата Виктора Балоги, сделанное накануне. При этом распоряжение о назначении на должность первого заместителя Председателя ФГИ Андрея Портнова в Указе не упоминается, несмотря на отмену распоряжения об увольнении с этой должности В.Петрова. Таким образом, у Семенюк-Самсоненко на сегодня есть два первых заместителя.

#### Приватизация
16 января 2008 года Кабинет Министров принял перечень объектов для приватизации, в числе которых Одесский припортовый завод, а также «Укртелеком», ранее неоднократно снимавшийся с приватизации и который теперь хотят продать за 75 дней.
В дополнение к списку объектов для приватизации, ставится вопрос о реприватизации «Лугансктепловоза». В этом вопросе Кабмин получил поддержку Секретариата президента Украины.
Что же касается перечня приватизации, то Президент Украины Виктор Ющенко считает его принятым поспешно и обратился к Тимошенко с просьбой инициировать отмену данного решения на ближайшем заседании Кабинета Министров для согласования подхода всех ветвей власти к приватизационному процессу. Прежде всего, считает Ющенко, необходимо принять новую редакцию Закона Украины «О Государственной программе приватизации».
В то же время, заместитель главы Секретариата президента, постоянный представитель президента в Кабмине Александр Шлапак сообщил, что Кабинет Министров планирует в ближайшее время подготовить расширенный список объектов для приватизации в 2008 году, в который войдет около 500 предприятий.
23 января 2008 года Юлия Тимошенко на брифинге в Кабинете Министров в отношении проекта новой редакции Закона Украины «О Государственной программе приватизации» сказала:

… мы хотим, чтобы в законе появилась норма, что при невыполнении условий приватизационного договора, такой приватизационный договор будет расторгаться без возврата тех денег, которые заплатили за предприятие
Оригинальный текст (укр.)… ми хочемо, щоб у законі з’явилася норма, що за невиконання умов приватизаційної угоди, така приватизаційна угода буде розриватися без повернення тих грошей, які заплатили за підприємство
— Пресс-служба Кабмина (укр.)

#### Энергетика
Премьер-министр Украины Юлия Тимошенко заявила 23 января 2008 года на пресс-конференции в Кабинете Министров о намерении пересмотреть тарифы на транзит газа из России в Европу, для чего поручила провести маркетинговое исследование стоимости транзита газа в странах с аналогичной по уровню развития газотранспортной системой.
Дальнейшие шаги правительства и Премьер-министра привели к обострению ситуации и созданию впечатления о наличии серьёзных разногласий между Тимошенко и Ющенко.
Президент Центра социальных исследований «София» Андрей Ермолаев считает, что ситуация, сложившаяся в сфере российско-украинских газовых отношений, в целом является совершенно сознательно спровоцированной и искусственно созданной.